# Pedro Guilherme-Moreira
Pedro Guilherme-Moreira (Porto, 1969) es un abogado portugués y novelista.

Él fue uno de los primeros abogados a ganar el Premio João Lopes Cardoso y como escritor, que debutó en 2011 con la novela A Manhã do Mundo, (literalmente La Mañana del Mundo).
Pedro Guilherme-Moreira nació en Porto en el verano de 1969 y se graduó de la Universidad de Coímbra.
En 1999, después de cumplir los 30 años, su artículo As novas tecnologias ao serviço do advogado (o Las nuevas tecnologías al servicio de los abogados) fue publicado en la "Revista da Ordem dos Advogados", la Revista del Colegio de abogados portugués, la Orden de Abogados de Portugal. Para este trabajo, Guilherme-Moreira sería uno de los primeros en recibir el Premio João Lopes Cardoso, creado en honor al abogado de Oporto, por el Consejo Distrital de Oporto de la Orden de Abogados portuguesa. Este premio honra los trabajos presentados por los pasantes en la final de la pasantía, siendo en este caso el artículo fue publicado en libro, en el año 2002, publicado por Almedina.
En mayo de 2011, Guilherme Moreira publicó su primer libro: la novela A Manhã do Mundo, (literalmente La Mañana del Mundo, con el sello de las Publicações Dom Quixote, un libro que parte de los eventos del 11-S en Nueva York.